# Yawning Sons
Yawning Sons is een Amerikaanse stonerrockband die voortkwam uit de samenwerking tussen Gary Arce en de band Sons Of Alpha Centauri.

## Achtergrond
In 2008 produceerde Arce het album van de band Sons Of Alpha Centauri. In de studio ontstond er een muzikale klik. In de maanden hierna werden er gastmuzikanten uit de Palm Desert Scene bij het project betrokken: Scott Reeder (Kyuss, The Obsessed), Mario Lalli (Fatso Jetson, Desert Sessions) en Wendy Rae Fowler (Queens of the Stone Age, Mark Lanegan Band, UNKLE).
In 2009 werd het album Ceremony to the Sunset uitgebracht op het label Lexicon Devil. Het jaar hierop kwam de ep Waterways/Yawning Sons uit samen met de Palm Desert Scene-band WaterWays op het Space Age & Cheesecake-label.
In 2013 speelde de volledige band op Desertfest.

## Discografie

### Albums
- 2009 – Ceremony to the Sunset

### Ep's
- 2010 – Waterways/Yawning Sons[4]